# 哈迪·法耶德
哈迪·法耶德 （2000年1月22日—）是一名马来西亚足球运动员，司职前锋。目前效力马来西亚超级足球联赛俱乐部霹雳，也代表马来西亚U-23及各级别青年队。

## 职业生涯

### 早年生涯
哈迪·法耶德出生于吉隆坡，12岁时他加入马来西亚彭亨体育学院。2016年，哈迪·法耶德加入柔佛DT三队，同年开始代表柔佛DT II参加马来西亚首要足球联赛。

### 柔佛DT
2017年，哈迪·法耶德于第67分钟对T-Team的比赛中替补登场，完成了他的一线队处子秀。他成为第一位在马来西亚超级足球联赛首次登场的2000年后出生的球员。哈迪在2018年8月初与日本J2联赛球会熊本羅亞素进行为期一周的试训。2018年9月2日，柔佛DT证实哈迪·法耶德已经离队。

### 岡山綠雉
哈迪在2018年12月21日加盟J2联赛球队岡山綠雉，成为第一位参加J2联赛的马来西亚球员。但他从未代表球队首发比赛。

#### 租借至沼津青藍
2020年12月，哈迪·法耶德被外借至J3联赛球队沼津青藍，原定于2022年1月31日结束租借。2021年3月23日，他在训练中受伤，被诊断为右膝前交叉韧带。2021年7月23日，他在原球会岡山綠雉接受医疗及康复治疗后，重返。2021年12月，沼津青藍宣布哈迪的租借期将延长至2023年1月1日。
2022年4月21日，哈迪·法耶德首次代表J3联赛球队沼津青藍出战J3联赛，并以2-0击败八戶雲羅里。哈迪·法亚德在第84分钟替补替换渡边亮出场，完成了他的处子秀。他也正式成为第一位参加J联赛的马来西亚球员。

### 霹雳
2023年1月13日，哈迪·法耶德返回马来西亚，并宣布正式转会至马来西亚超级足球联赛球会霹雳。

## 荣誉

### 俱乐部
柔佛DT
- 马来西亚超级足球联赛冠军：2017年

### 国家队
马来西亚U-19
- 東南亞足協U-19青年錦標賽冠军：2018年
  - 亚军：2017年